# Haematopota atriventer
Haematopota atriventer är en tvåvingeart som beskrevs av Schuurmans Stekhoven 1926. Haematopota atriventer ingår i släktet Haematopota och familjen bromsar. Inga underarter finns listade i Catalogue of Life.